# Пјан Гранде (Савона)
Пјан Гранде је насеље у Италији у округу Савона, региону Лигурија.
Према процени из 2011. у насељу је живело 349 становника. Насеље се налази на надморској висини од 20 м.